# Tlumačov u Domažlic

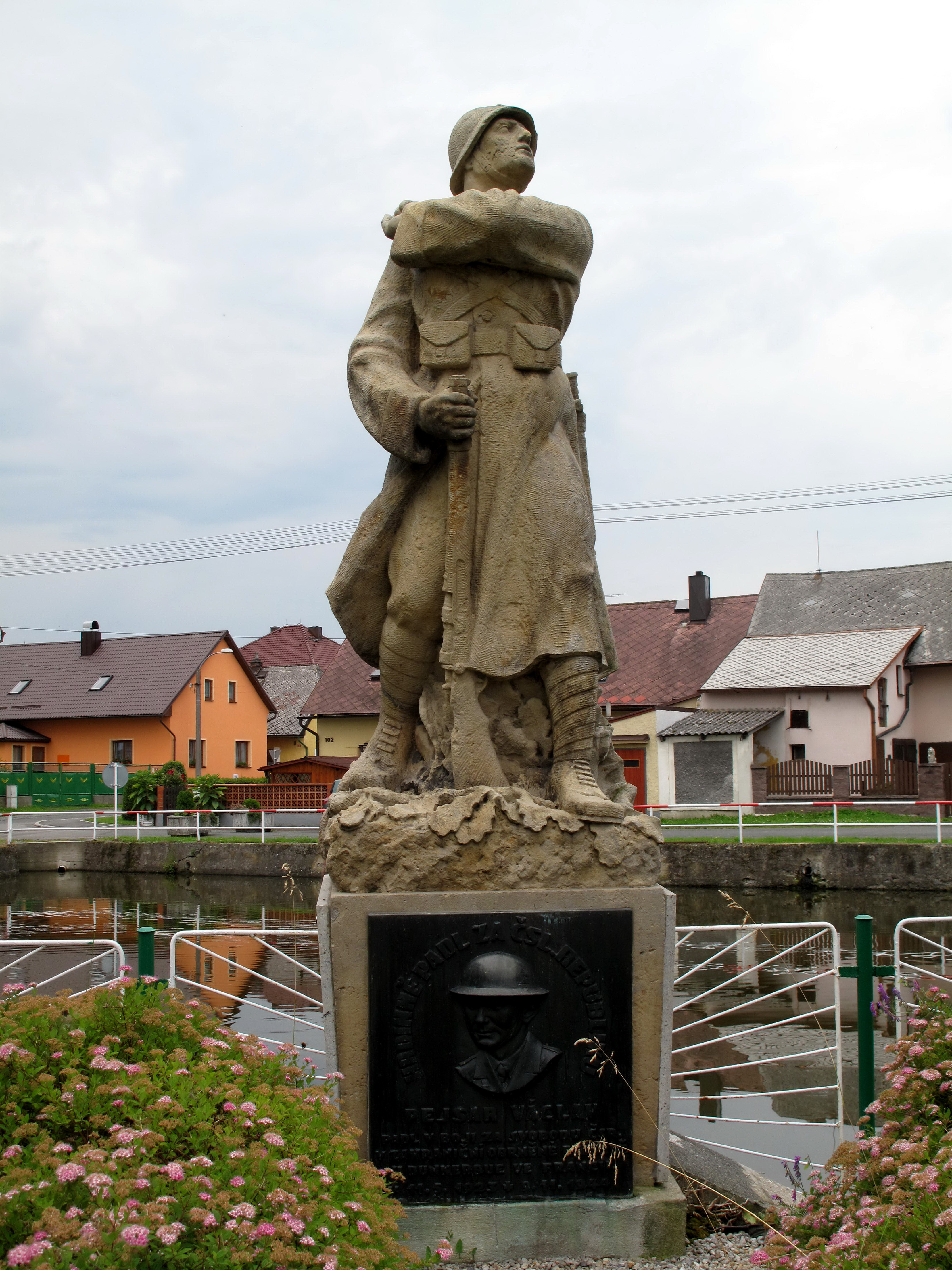
Denkmal für die Gefallenen des Ersten Weltkrieges

Tlumačov (deutsch Tilmitschau) ist eine Gemeinde in Tschechien. Sie liegt vier Kilometer südlich von Domažlice und gehört zum Okres Domažlice.

## Geographie
Tlumačov befindet sich linksseitig über dem Tal des Baches Tlumačovský potok in der Cham-Further Senke (Všerubská vrchovina). Nördlich erhebt sich die Kubičková skála (513 m), im Osten der Na Skále (468 m), südöstlich der Přední vrchovo (557 m), im Süden die Butovice (590 m) und die Halovska (644 m), südwestlich die Salka (600 m), im Westen die Zadní skála (600 m) sowie nordwestlich die Boučková skála (590 m), der Dmout (603 m) und die Veselá hora (St. Lorenziberg, 580 m). Gegen Süden erstreckt sich der Naturpark Český les, nordwestlich der Naturpark Zelenov.
Nachbarorte sind Domažlice und Nevolice im Norden, Bořice und Smolov im Nordosten, Podveský Mlýn und Mrákov im Osten, Nový Klíčov, Štítovky und Mlýneček im Südosten, Krásnice und Filipova Hora im Süden, Pelechy im Südwesten, Stará Pasečnice, Nad Fajty, Na Pohodnici, Babylon, Baštírna, U Honesa und Pila im Westen sowie Trhanov, Na Pile, Valcha und Stráž im Nordwesten.

## Geschichte
Die erste urkundliche Erwähnung von Tlumačov erfolgte am 16. März 1325 im Chodenprivileg von Johann von Luxemburg als eines der elf privilegierten Chodendörfer.
Zu Beginn des 17. Jahrhunderts wurde das Gut Kauth einschließlich Tlumačov an die Herrschaft Riesenberg angeschlossen. In der Berní rula von 1654 sind für Tlumačov 27 Bauernwirtschaften ausgewiesen. 1668 wurden die Chodenprivilegien für ungültig erklärt. Im Jahre 1676 verkaufte Georg Wenzel Czernin von und zu Chudenitz die Herrschaft Riesenberg an Wolf Maximilian Laminger von Albenreuth. Die von Laminger erhobenen neuen Fronforderungen sowie dessen Zwangsmaßnahmen lösten am 6. Juli 1693 den Ersten Chodenaufstand aus. Zunächst versteckten sich die Aufständischen aus Tlumačov im Waldgebiet nordwestlich des Dorfes, am 13. Juli zogen sie nach Pocinovice und Chodská Lhota. Laminger, der den Aufstand niederschlagen ließ, erwarb sich dadurch den Ruf eines grausamen Gutsherrn. Seine Erben verkauften 1697 die Herrschaften Chodenschloß, Kauth und Zahoran an Heinrich Georg Reichsgraf von Stadion. Er ließ 1698 den radikalen Anführer der Choden aus Tlumačov, Adam Forst, begnadigen. Die Grafen von Stadion erhoben die Allodialherrschaft Kauth und Chodenschloß zum Familienfideikommiss. Im Jahre 1757 bestand das Dorf aus 57 Anwesen. Beim Zweiten Chodenaufstand im Jahre 1767 war Tlumačov eines der Zentren der Rebellion. Bis zur Mitte des 19. Jahrhunderts war Tilmitschau zur Herrschaft Kauth untertänig.
Nach der Aufhebung der Patrimonialherrschaft bildete Tlumačov/Tilmitschau ab 1850 mit den Ortsteilen Pelechny/Bernloch, Kohlstätten/Šnory und Philippsberg/Filipsberg eine Gemeinde im Gerichtsbezirk Taus. Ab 1868 gehörte die Gemeinde zum Bezirk Taus. Das Gemeindegebiet lag an der Sprachgrenze; während Tlumačov und Pelechy tschechischsprachig waren, lebte in Philippsberg überwiegend eine deutschsprachige Bevölkerung. 1884 wurde in Philippsberg eine deutschsprachige Schule eröffnet. Zur Verhinderung einer weiteren Germanisierung richtete die Ústřední matice školská in Pelechy 1885 eine tschechische Schule ein, in der im Gründungsjahr 62 Kinder aus Pelechy, Philippsberg und Mlýneček/Stallung unterrichtet wurden. Im Jahre 1930 lebten in den 111 Häusern von Tlumačov 573 Personen. Nach dem Münchner Abkommen wurden die Ortsteile Philippsberg und Kohlstätten dem Deutschen Reich zugeschlagen, sie gehörten danach als Ortsteile von Neumark bzw. von Maxberg zwischen 1939 und 1945 zum Landkreis Markt Eisenstein. Nach dem Ende des Zweiten Weltkrieges kamen Filipova Hora und Šnory wieder zur Tschechoslowakei zurück, die meisten der deutschen Bewohner beider Orte wurden vertrieben. Šnory blieb danach weitgehend unbesiedelt und wurde mit Ausnahme eines Hauses abgerissen. 1961 wurden die Ortsteile Pelechy und Šnory nach Stráž umgemeindet.

## Gemeindegliederung
Die Gemeinde Tlumačov besteht aus den Ortsteilen Filipova Hora (Philippsberg) und Tlumačov (Tilmitschau).
Zu Tlumačov gehören außerdem der Weiler Krásnice (Krasnitz) und die Einschicht Podveský Mlýn.

## Sehenswürdigkeiten
- Barocke Kapelle des heiligen Johannes von Nepomuk auf dem Dorfplatz, erbaut zu Beginn des 19. Jahrhunderts, sie ist das einzige denkmalgeschützte Objekt in der Gemeinde
- Denkmal für die Gefallenen des Ersten Weltkrieges auf dem Dorfplatz, errichtet 1927. Die bronzene Gedenktafel für Václav Pejsar wurde nach dem Zweiten Weltkrieg angebracht.
- Gezimmerte Chaluppen